# NSÍ Runavík
NSÍ Runavík – farerski klub piłkarski z siedzibą w miejscowości Runavik, grający w Betrideildin. Klub powstał w 1957 i od tego czasu zdobył jedno mistrzostwo kraju (2007) oraz dwa Puchary Wysp Owczych (1986 i 2002). Barwy teamu to żółty i czarny.

## Historia

### 1957 – 1979
Klub został założony 24 marca 1957 roku. Początkowo zajmował się on głównie wioślarstwem, piłką ręczną oraz badmintonem, później wprowadzono główną obecnie sekcję piłkarską. W rozgrywkach pierwszoligowych zagrał po raz pierwszy w sezonie 1976, przegrywając wszystkie dwanaście spotkań, co skutkowało spadkiem do niższej klasy rozgrywek. W kolejnym roku klub zajął czwarte miejsce w 2. deild, by w 1978 wygrać rozgrywki drugoligowe i awansować do 1. deild. Sezon 1979 zakończył się kolejną porażką klubu z Runavik, który ponownie odpadł z rozgrywek pierwszoligowych.

### Lata 80.
W roku 1980 NSÍ Runavík zajął czwarte miejsce w 2. deild, rok później szóste, a w kolejnym sezonie drugie, co wówczas nie dawało awansu do 1. deild. Klub zdołał jednak dotrzeć do finału Pucharu Wysp Owczych 1980. Awans przypadł drużynie w 1983 roku i w kolejnym sezonie zagrała ona ponownie w najwyższej klasie rozgrywek. Zespół zajął siódme miejsce w lidze, dzięki czemu utrzymał się w niej. Spośród czternastu spotkań zespół wygrał dwa i zremisował siedem, do ostatniej kolejki utrzymując się na szóstej pozycji, którą ostatecznie odebrał mu GÍ Gøta, dzięki bardziej korzystnej różnicy bramek. W 1985 roku zespół zajął szóste miejsce w tabeli po czterech zwycięstwach (1:0 i 4:0 z ÍF Fuglafjørður, 3:1 z LÍF Leirvík oraz 3:1 z GÍ Gøta) i trzech remisach na czternaście spotkań. Rok później trenerem został grający jeszcze w klubie Abraham Løkin, który doprowadził klub do pierwszego, większego sukcesu w historii – zdobycia Pucharu Wysp Owczych. Drużyna zajęła wtedy czwarte miejsce w tabeli ligowej z siedmioma zwycięstwami, dwoma remisami i pięcioma porażkami na koncie. W kolejnym sezonie również udało jej się osiągnąć czwarte miejsce, jednak w 1988 zdołała wygrać jedynie cztery z osiemnastu meczów i ostatniego miejsca w tabeli spadła do 2. deild, gdzie rok później zajęła trzecie miejsce.

### Lata 90.
W roku 1990 NSÍ Runavík wywalczył awans do 1. deild, zajmując pierwsze miejsce w drugoligowej tabeli. Rok później zajął miejsce ósme w tabeli najwyższej klasy rozgrywek na archipelagu, by w kolejnym objąć miejsce dziesiąte i ponownie spaść do 2. deild. W 1993 roku bez większego trudu NSÍ zajął pierwsze miejsce w drugiej lidze, co dało mu ponownie prawo do gry w 1. deild. Jack Jacobsen został wówczas najlepszym strzelcem drugiej ligi z czternastoma golami na koncie. Piłkarzom NSÍ udało się utrzymać w najwyższej lidze przez kolejne dwa sezony (1994: 6. miejsce, 1995: 10. miejsce). W 1996 roku ponownie wywalczyli mistrzostwo 1. deild i jak dotąd po raz ostatni grali wówczas w drugiej lidze. W sezonie 1997 NSÍ wywalczył szóste miejsce w tabeli, a w 1998 i 1999 piąte.

### 2000 – 2009
W 1. deild 2000 zespół zajął czwarte miejsce w lidze, wygrywając połowę z osiemnastu spotkań i remisując trzy. Nieco lepszy rezultat (osiem zwycięstw i cztery remisy) w kolejnym sezonie dał klubowi miejsce piąte. W 2002 roku po raz drugi w historii NSÍ Runavík sięgnął po Puchar Wysp Owczych oraz po raz pierwszy po wicemistrzostwo archipelagu. Trenerem zespołu był wówczas dawny szkoleniowiec kadry narodowej Wysp Owczych Jógvan Martin Olsen. Sukcesu nie udało się powtórzyć w sezonie 2003, jednak rok później klub ponownie brał udział w finale Pucharu Wysp Owczych, tym razem ulegając jednak HB Tórshavn 1:3. W tabeli ligowej zespół zajął wówczas szóste miejsce. Jako wicemistrzowi archipelagu, w sezonie 2003/2004 klubowi przysługiwał udział w rundzie kwalifikacyjnej Pucharu UEFA 2003/04. Oba mecze przeciwko Lyn Fotball zakończyły się porażką (1:3, 0:6). Honorową bramkę dla NSÍ Runavík zdobył Justinus Hansen w 87. minucie pierwszego meczu. W roku 2004 klub brał udział w pierwszej rundzie Pucharu Intertoto, gdzie uległ Esbjerg fB 1:3 i 0:4. Bramkę dla farerskiego zespołu zdobył Ian Højgaard w 30. minucie pierwszego spotkania.
Sezon 2005 gracze NSÍ Runavík zakończyli na miejscu czwartym w ligowej tabeli. Christian Høgni Jacobsen zapisał się wówczas jako pierwszy król strzelców w historii klubu. Będąc finalistą Pucharu Wysp Owczych, z uwagi na to, że HB Tórshavn został wówczas także mistrzem archipelagu, NSÍ zagrał w pierwszej rundzie kwalifikacyjnej Pucharu UEFA 2005/06, gdzie przegrał oba mecze przeciwko Liepājas Metalurgs 0:3 i 0:3. W kolejnym sezonie NSÍ zajął miejsce piąte, wygrywając dwanaście i remisując sześć z dwudziestu siedmiu spotkań. Jacobsen ponownie został wówczas królem strzelców. Sezon 2007 zapisał się w kartach historii klubu, jako jedyny, podczas którego wywalczył on Mistrzostwo Wysp Owczych. Z 29 spotkań NSÍ przegrał jedynie cztery, przy dziewiętnastu wygranych. Na miejscu lidera znalazł się w 23. kolejce i do końca nie oddał już prowadzenia. W kolejnym sezonie ponownie znalazł się na czwartym miejscu w tabeli, jednak wystąpił jedyny do tej pory raz w swojej historii w pierwszej rundzie kwalifikacyjnej Ligi Mistrzów. Pierwsze spotkanie z Dinamo Tbilisi przegrał 0:3, drugie zaś zwyciężył 1:0, jednak stosunek bramek (1:3) wyeliminował go z dalszej rywalizacji w turnieju. Zdobywcą honorowej bramki był Milan Pejcić. Sezon 2009 klub zakończył ponownie na pozycji czwartej w pierwszoligowej tabeli. Wystąpił też w pierwszej rundzie kwalifikacyjnej Ligi Europy 2009/10, gdzie przegrał 1:3 i 0:3 z klubem Rosenborg BK. Jedyną bramkę dla NSÍ w meczu wyjazdowym zdobył Károly Potemkin w szóstej minucie.

### Po 2010
W sezonie 2010 zespół zajął trzecie miejsce w lidze, a Christian Høgni Jacobsen po raz trzeci i ostatni został królem strzelców sezonu, razem z Arnbjørnem Hansenem. Zespół ponownie zagrał w pierwszej rundzie kwalifikacyjnej Ligi Europy UEFA, ulegając szwedzkiemu Gefle IF 0:2 i 1:2. Jedynego gola dla zespołu z Wysp Owczych zdobył Károly Potemkin w czwartej minucie doliczonego czasu gry drugiego spotkania. Podczas Vodafonedeildin 2011 zespół zakończył sezon na miejscu czwartym z jedenastoma zwycięstwami i ośmioma remisami. Raz jeszcze zagrał w rundzie kwalifikacyjnej Ligi Europy UEFA, gdzie w dwumeczu klubowi Fulham 0:3 (0:3, 0:0). Kolejny sezon zespół zakończył na miejscu siódmym. Ze względu na wysoką pozycję w roku poprzednim dostał możliwość gry w rundzie kwalifikacyjnej Ligi Europy UEFA 2012/13, gdzie przegrał z luksemburskim FC Differdange 03 0:3, 0:3. W sezonach 2013 i 2014 zespół zajął czwarte miejsca w lidze. Klæmint Olsen dwukrotnie został wówczas królem strzelców ligi.
W rozgrywkach Effodeildin 2015 klub zajął drugie miejsce w ligowej tabeli, dotarł też do finału Pucharu Wysp Owczych 2015, w którym uległ Víkingurowi Gøta 0:3. W pierwszej rundzie kwalifikacyjnej Ligi Europy 2015/16 zmierzył się z Linfield, któremu uległ w pierwszym meczu 0:2, wygrywając drugi 4:3, co jednak nie pozwoliło mu awansować do kolejnej rundy. NSÍ Runavík w rozrgywkach Effodeildin 2016 zajął trzecie miejsce w tabeli z dorobkiem osiemnastu zwycięstw, jednego remisu i ośmiu porażek. W Pucharze Wysp Owczych 2016 dotarł do półfinału, przegrywając dwumecz przeciwko KÍ Klaksvík 1:4 (1:4, 0:0). W pierwszej rundzie kwalifikacyjnej Ligi Europy 2016/17 przegrał dwumecz z Szachciorem Soligorsk 0:7 (0:2, 0:5) i odpadł z rozgrywek.

## Sukcesy

### Krajowe
- Mistrzostwa Wysp Owczych (1x): 2007
- Puchar Wysp Owczych:
  - Zdobywca (3x): 1986, 2002, 2017
  - Finalista (6x): 1980, 1985, 1988, 2004, 2015, 2021
- Superpuchar Wysp Owczych (1x): 2008
- Mistrzostwo 1.deild (5x): 1978, 1983, 1990, 1993, 1996

### Indywidualne
- Król strzelców (5x):
  - 2005 – Christian Høgni Jacobsen
  - 2006 – Christian Høgni Jacobsen
  - 2010 – Christian Høgni Jacobsen
  - 2013 – Klæmint Olsen
  - 2014 – Klæmint Olsen
  - 2015 – Klæmint Olsen
  - 2016 – Klæmint Olsen
- Gracz roku (1x):
  - 2007 – Nenad Stanković[23]
- Bramkarz roku (2x):
  - 2007 – Jens Martin Knudsen[23]
  - 2010 – András Gángó[24]
- Napastnik roku (2x):
  - 2015 – Klæmint Olsen[25]
  - 2016 – Klæmint Olsen[26]
- Trener roku (1x):
  - 2007 – Jóhan Nielsen[23]
- Młody piłkarz roku (2x):
  - 2007 – Bogi Løkin[23]
  - 2011 – Klæmint Olsen[27]

## Poszczególne sezony
Objaśnienia:
1. Zmiana nazwy na Formuladeildin ze względu na sponsora – Formula.
2. Zmiana nazwy na Vodafonedeildin ze względu na sponsora – Vodafone.
3. Zmiana nazwy na Effodeildin ze względu na sponsora – Effo.

## Piłkarze
Stan na 5 marca 2015
| Nr | Poz. | Piłkarz               |
| -- | ---- | --------------------- |
| 1  | BR   | András Gángó          |
| 2  | OB   | Per Langgaard         |
| 3  | OB   | Monrad Jacobsen       |
| 4  | OB   | Jens Joensen          |
| 6  | PO   | Andras Frederiksberg  |
| 7  | PO   | Jann Martin Mortensen |
| 9  | PO   | Jonleif Højgaard      |
| 10 | NA   | Klæmint Olsen         |

| Nr | Poz. | Piłkarz                  |
| -- | ---- | ------------------------ |
| 11 | PO   | Árni Frederiksberg       |
| 12 | OB   | Einar Tróndargjógv       |
| 13 | OB   | Pól Jóhannus Justinussen |
| 15 | PO   | Johan Jacobsen           |
| 17 | NA   | Jónhard Frederiksberg    |
| 19 | PO   | Haraldur Højgaard        |
| 20 | OB   | Hákun Edmundsson         |
| 29 | BR   | Karstin Hansen           |

## Dotychczasowi trenerzy
Następujący trenerzy prowadzili dotąd klub NSÍ Runavík:
Stan na 5 marca 2015
| Lp. | Imię i nazwisko     | Okres urzędowania | Okres urzędowania    |
| --- | ------------------- | ----------------- | -------------------- |
| 1.  | Sverri Jacobsen     | 1979              | ?                    |
| 2.  | Abraham Løkin       | 1983              | 1984                 |
| 2.  | Abraham Løkin       | 1984              | sierpień 1984        |
| 3.  | Asbjørn Mikkelsen   | 1984              | sierpień 1984        |
| 3.  | Asbjørn Mikkelsen   | sierpień 1984     | 1985                 |
| 4.  | Ian Salter          | 1985              | 1986                 |
| 5.  | Abraham Løkin       | 1986              | 1987                 |
| 6.  | Kim Truesen         | 1987              | 1988                 |
| 7.  | Petur Henryson Mohr | 1990              | 1991                 |
| 8.  | Bobby Bolton        | 1991              | maj 1992             |
| 9.  | Trygvi Mortensen    | maj 1992          | 1993                 |
| 10. | Petur Simonsen      | 1993              | 1994                 |
| 11. | Ian Salter          | 1995              | lipiec 1995          |
| 12. | Meinhard Dalbúð     | lipiec 1995       | 1996                 |
| 12. | Jógvan Nordbúð      | lipiec 1995       | 1996                 |
| 13. | Petur Henryson Mohr | 1996              | 1999                 |
| 14. | Milan Cimburović    | 1999              | kwiecień 1999        |
| 15. | Trygvi Mortensen    | maj 1999          | 2001                 |
| 16. | Petur Henryson Mohr | 2001              | 2002                 |
| 17. | Jógvan Martin Olsen | 2002              | 2005                 |
| 18. | Trygvi Mortensen    | 2005              | wrzesień 2006        |
| 19. | Arnfinn Langgaard   | sierpień 2006     | 2007                 |
| 19. | Bogi Lervig         | sierpień 2006     | 2007                 |
| 20. | Jóhan Nielsen       | 2007              | 2009                 |
| 21. | Pauli Poulsen       | 2009              | 2012                 |
| 22. | Kári Reynheim       | 1 stycznia 2012   | 31 stycznia 2012     |
| 23. | Abraham Løkin       | 2013              | 2013                 |
| 24. | Heðin Askham        | 2013              | 29 października 2013 |
| 25. | Trygvi Mortensen    | 7 listopada 2013  | 20 grudnia 2015      |
| 26. | Anders Gerber       | 20 grudnia 2015   |                      |

## Statystyki
- Liczba sezonów w najwyższej klasie rozgrywkowej: 30 (1976, 1979, 1984–1988, 1991–1992, 1994–1995, 1997–nadal)[4]
- Pierwsze zwycięstwo w najwyższej klasie rozgrywkowej: 29 kwietnia 1984 NSÍ Runavík – LÍF Leirvík 2:1 (1:0)[37]
- Najwyższe zwycięstwo w I lidze: 8 maja 2011 NSÍ Runavík – 07 Vestur 9:0 (3:0)[38]
- Najwyższa porażka w I lidze: 27 czerwca 1976 KÍ Klaksvík – NSÍ Runavík 10:1[39]
- Najdłuższa seria zwycięstw w I lidze: 9 (2010)[4]
- Najdłuższa seria porażek w I lidze: 12 (1976)[4]

## Europejskie puchary
Legenda do wszystkich tabel:
- Q – runda eliminacyjna, 1/16, 1/8, 1/4, 1/2 – odpowiednia faza rozgrywek, Grupa – runda grupowa, 1r gr – pierwsza runda grupowa, 2r gr – druga runda grupowa, F – finał, R – runda, PO – play-off
- k. – rzuty karne, los. – losowanie, Dogr. – dogrywka, w. – zasada bramek strzelonych na wyjeździe

| Sezon   | Rozgrywki               | Runda | Klub                | Dom     | Wyjazd  | Ogólnie    |
| ------- | ----------------------- | ----- | ------------------- | ------- | ------- | ---------- |
| 2003/04 | Puchar UEFA             | Q     | Lyn Fotball         | 1–3     | 0–6     | 1–9        |
| 2004    | Puchar Intertoto        | 1R    | Esbjerg fB          | 0–4     | 1–3     | 1–7        |
| 2005/06 | Puchar UEFA             | 1Q    | Liepājas Metalurgs  | 0–3     | 0–3     | 0–6        |
| 2008/09 | Liga Mistrzów           | 1Q    | Dinamo Tbilisi      | 1–0     | 0–3     | 1–3        |
| 2009/10 | Liga Europy             | 1Q    | Rosenborg BK        | 0–3     | 1–3     | 1–6        |
| 2010/11 | Liga Europy             | 1Q    | Gefle IF            | 0–2     | 1–2     | 1–4        |
| 2011/12 | Liga Europy             | 1Q    | Fulham              | 0–0     | 0–3     | 0–3        |
| 2012/13 | Liga Europy             | 1Q    | Differdange         | 0–3     | 0–3     | 0–6        |
| 2015/16 | Liga Europy             | 1Q    | Linfield            | 4–3     | 0–2     | 4–5        |
| 2016/17 | Liga Europy             | 1Q    | Szachtior Soligorsk | 0–2     | 0–5     | 0–7        |
| 2017/18 | Liga Europy             | 1Q    | Dynama Mińsk        | 0–2     | 1–2     | 1–4        |
| 2018/19 | Liga Europy             | 1Q    | Hibernian           | 4–6     | 1–6     | 5–12       |
| 2019/20 | Liga Europy             | PQ    | Ballymena United    | 0–0     | 0–2     | 0–2        |
| 2020/21 | Liga Europy             | PQ    | Barry Town          | 5–1 (D) | 5–1 (D) | 5–1 (D)    |
| 2020/21 | Liga Europy             | 1Q    | Aberdeen            | 0–6 (W) | 0–6 (W) | 0–6 (W)    |
| 2021/22 | Liga Konferencji Europy | 1Q    | FC Honka            | 1–3     | 0–0     | 1–3        |
| 2025/26 | Liga Konferencji        | 1Q    | HJK Helsinki        | 4–0     | 0–5     | 4–5, Dogr. |